# Martínon
Martínon (Martino) är en ort i Grekland.   Den ligger i prefekturen Fthiotis och regionen Grekiska fastlandet, i den centrala delen av landet, 80 km nordväst om huvudstaden Aten. Martínon ligger 177 meter över havet och antalet invånare är 1 916.
Terrängen runt Martínon är lite kuperad. Runt Martínon är det ganska glesbefolkat, med 30 invånare per kvadratkilometer. Närmaste större samhälle är Malesína, 6,2 km norr om Martínon. 